# Wilhelm Volck
Johann Christoph Wilhelm Volck, född den 18 november 1835 i Nürnberg, död den 29 maj 1904 i Rostock, var en tysk protestantisk teolog,
Volck var professor först i Dorpat, sedan i Greifswald och Rostock. Han var en trogen lärjunge av Johann Christian Konrad von Hofmann i Erlangen, vars teologiska tankar han reproducerade och vars föreläsningar över olika bibliska ämnen han utgav. 
Volck förfäktade med övertygelse den av sin lärare inhämtade åskådningen såväl mot Julius Wellhausen som mot den religionshistoriska skolan, men var ingalunda blind för nödvändigheten av en historisk kritik av Bibelns böcker.
Volck är för svenska teologistuderande mest bekant genom bearbetningen av Wilhelm Gesenius Lexikon till Gamla Testamentet, som han utgav i flera upplagor, ävensom genom sin tillsammans med Samuel Öttli utgivna bearbetning av de poetiska hagiograferna (1889), det av Hermann Strack och Otto Zöckler redigerade kortfattade kommentarverket till Gamla Testamentet.